# Mortehan
Mortehan (Waals: Moite-Han of, lokaal: Môrtëhan) is een dorp in de Belgische provincie Luxemburg. Het ligt in Cugnon, een deelgemeente van Bertrix. Het dorp ligt aan de Semois, net aan de overkant van het dorpscentrum van Cugnon.

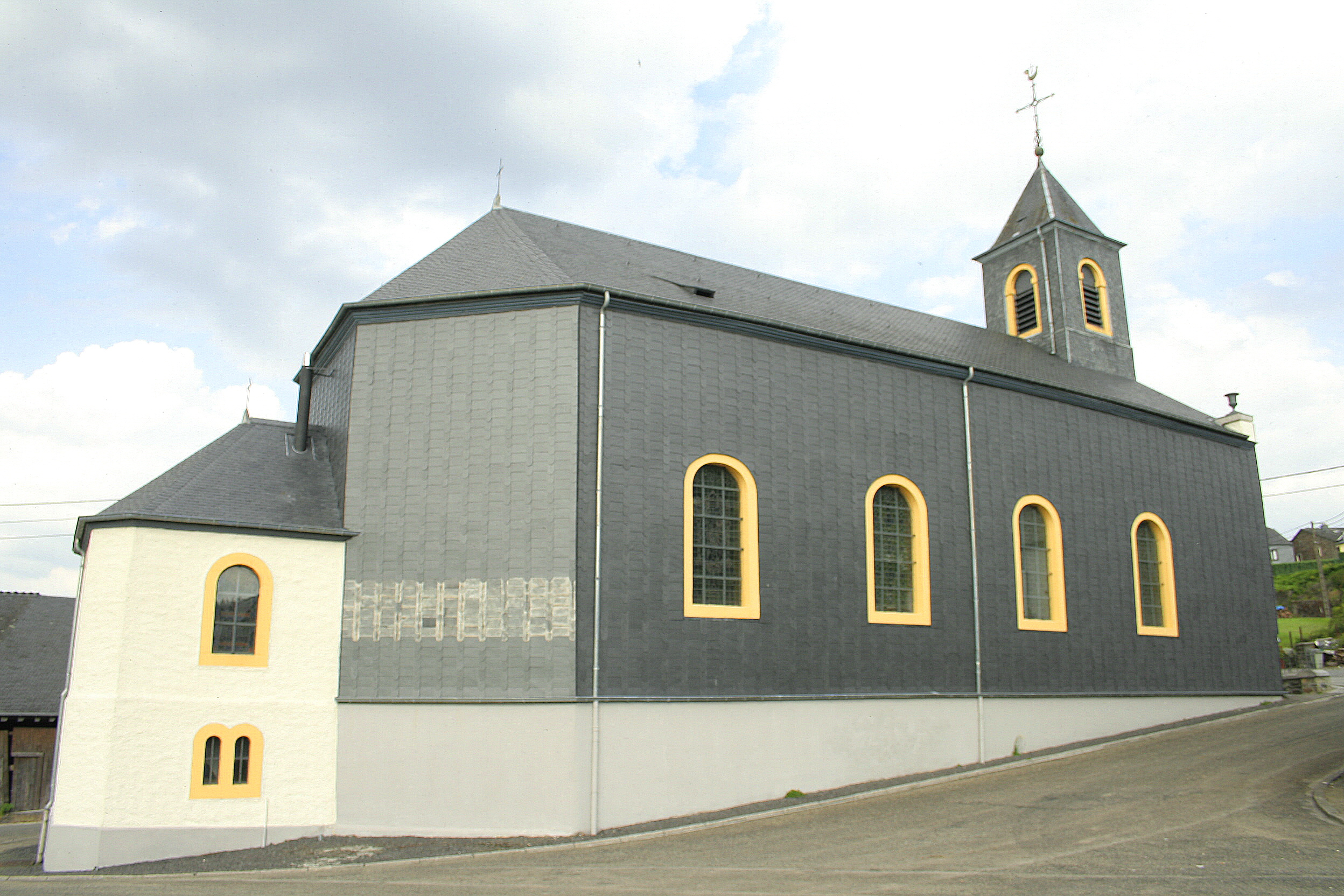
Église Saint-Hubert

## Geschiedenis
Op het eind van het ancien régime werd Mortehan een gemeente, maar deze werd in 1823 alweer opgeheven en bij Cugnon gevoegd.

## Bezienswaardigheden
- de Église Saint-Hubert

Deelgemeenten: Auby-sur-Semois · Bertrix · Cugnon · Jehonville · Orgeo

Overige dorpen: Acremont · Assenois · Biourge · Blanchoreille · Glaumont · La Flèche · La Géripont · Luchy · Mortehan · Nevraumont · Rossart · Sart · Thibauroche

Belgische gemeenten · Arrondissement Neufchâteau · Luxemburg · Wallonië